# Víctor Manuel Fernández
Víctor Manuel Fernández, född 18 juli 1962 i Alcira Gigena i Argentina, är en argentinsk romersk-katolsk kardinal och ärkebiskop. Han var ärkebiskop av La Plata från 2018 till 2023. Fernández är sedan den 1 juli 2023 prefekt för Dikasteriet för trosläran.
Påve Franciskus meddelade den 9 juli 2023 att han den 30 september samma år kommer att upphöja Fernández till kardinal.